# Sunnanå SK
Sunnanå SK ist ein Fußballverein aus Skellefteå (Schweden). Der Verein wurde am 5. Mai 1939 gegründet.

## Frauenfußball
Seit 1974 gibt es eine Frauenfußball-Abteilung, die das sportliche Aushängeschild des Vereins bildet. In der ewigen Tabelle der Damallsvenskan belegt der Verein den sechsten Platz. Die erfolgreichste Zeit hatte der Verein in den frühen achtziger Jahren. 1980 und 1982 wurde der Verein schwedischer Meister, 1983 gewann man den Pokalwettbewerb.
Der Verein trägt seine Heimspiele im Norrvalla-Stadion aus. Trainer ist Kenneth Isaksson. Die Spielerinnen tragen bei den Spielen blaue Trikots, blaue Hosen und blaue Stutzen.
Das Herrenteam steht deutlich im Schatten der erfolgreichen Frauen – in der Saison 2007 wurde man Vize-Meister der Div. III Norra Norrland und scheiterte an Kiruna FF am Aufstieg in die Div. II Norrland.

## Erfolge der Damenmannschaft
- Schwedischer Meister 2 (1980, 1982)
- Schwedischer Pokalsieger 1 (1983)